# اسنو دا پروداکت
کلودیا الکساندرا فلیسیانو (به انگلیسی: Claudia Alexandra Feliciano) (زاده ۲۴ ژوئن 1987) که بیشتر با نام هنری اسنو دا پروداکت (به انگلیسی: Snow Tha Product) شناخته می‌شود، خواننده رپ و بازیگر آمریکایی مکزیکی از سن خوزه کالیفرنیا است.

## زندگی شخصی
اسنو پس از اتمام دوران دبیرستان مدت کوتاهی در دانشگاه سن دیگو مسا تحصیلات کالجی خود را آغاز کرد تا یک مددکار اجتماعی شود. اما خیلی زود از دانشگاه خارج شد تا حرفه موسیقی خود را حرفه ای تر دنبال کند.
اسنو در مصاحبه ای در ژوئن سال ۲۰۱۸ فاش کرد که ده سال پیش ازدواج کرده بوده‌است و یک فرزند به نام درو فلیسیانو از همسر سابق خود دارد.
در سال ۲۰۱۷ او با جولیسا آشنا شد، همچنین به عنوان جوجو نیز شناخته می‌شود. در تاریخ ۱۰ ژوئیه ۲۰۱۹، جولیسا و اسنو اعلام کردند که مشغول فعالیتهای جدی در رسانه‌های مجازی هستند. آنها با یکدیگر کانال یوتیوب پرطرفدار به نام «روزهای امروز» ساختند.
در

## آلبوم‌شناسی
آلبوم‌های استودیویی
- Unorthodox (2011)

میکستیپ‌ها
- حمله کلامی جلد. ۱ (۲۰۰۷)
- بالا بردن نوار (۲۰۰۸)
- حمله کلامی جلد. ۲ (۲۰۰۹)
- Run Up یا خاموش (۲۰۱۰)
- Wake Ya Game Up, Vol. 1 (2010)
- Unorthodox 0.5 (2011)
- Good Nights &amp; Bad Mornings (2012)
- Good Nights &amp; Bad Mornings 2: The Hangover (2013)
- بقیه بعداً می‌آید (۲۰۱۵)
- Vibe Higher (2018)

آلبوم‌های کوتاه
- نیمه راه وجود دارد. . . Pt 1 (2016)